# These Days (Bon Jovi)
These Days is het zesde Bon Jovi album en kwam uit in 1995. Na de powerrock van de jaren 80 sloeg de band begin jaren 90 een nieuwe weg in, die ingeluid werd met het album Keep the Faith. Bon Jovi liet hier al een meer serieuze kant zien.

## Inhoud
These Days wordt door veel fans gezien als het beste album van Bon Jovi. Tegelijkertijd is het een album dat enigszins buiten het gebruikelijke straatje valt van de band. De teksten zijn veelal somber, en behandelen moeilijke thema's als wanhoop (Hey God, Something to Believe In, My Guitar Lies Bleeding in My Arms), droevigheid (Something for the Pain), relatieproblemen (Lie to Me, Damned, Hearts Breaking Even) of verlating ((It's Hard) Letting You Go, Bitter Wine). De teksten en muziek werden geschreven door Jon Bon Jovi en Richie Sambora, en op enkele nummers schreef ook Desmond Child mee, die de band in de jaren 80 ook had geholpen met songwriting. Ook is er een Spaanstalig nummer como yo nadie te ha amado letra.

## Tracklist
1. Hey God – 6:12
2. Something for the Pain – 4:50
3. This Ain't a Love Song – 5:07
4. These Days – 6:30
5. Lie to Me – 5:36
6. Damned – 4:30
7. My Guitar Lies Bleeding in My Arms – 5:44
8. (It's Hard) Letting You Go – 5:54
9. Hearts Breaking Even – 5:06
10. Something to Believe In – 5:27
11. If That's What It Takes – 5:20
12. Diamond Ring – 3:48
13. All I Want Is Everything – 5:18 (niet aanwezig op alle uitgaven)
14. Bitter Wine – 4:36 (niet aanwezig op alle uitgaven)
15. Como Yo Nadie Te Ha Amado Letra (niet aanwezig op alle uitgaven)